# Küstenland

Kaart uit 1850

Küstenland ("kustland") was een deel van het vroegere Oostenrijk-Hongarije, en wel van het Oostenrijkse onderdeel ervan (Cisleithanië). Het omvatte gebieden die tegenwoordig tot Italië, Kroatië en Slovenië behoren, met inbegrip van het hele schiereiland Istrië en de eilanden in de Golf van Kvarner
Het Küstenland ontstond in 1849 als een afzonderlijk kroonland. In 1861 werd het opgedeeld in drie kroonlanden, elk met een afzonderlijk bestuur en landdag, maar met een gemeenschappelijke keizerlijk-koninklijke stadhouder in Triëst. 
De drie kroonlanden waren :
- het graafschap Görz en Gradisca (Gradisce) (2918 km², 260.721 inwoners in 1910)
- de vrije rijksstad Triëst (95 km², 230.000 inwoners)
- het markgraafschap Istrië (4 956 km² 403.566 inwoners)Kaart van Küstenland in 1914, met onderverdeling

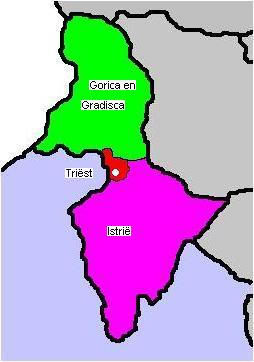
Kaart van Küstenland in 1914, met onderverdeling

Etnisch was het gebied zeer heterogeen. Er werd Italiaans, Sloveens, Kroatisch en Duits gesproken, naast de niet-erkende talen Friulisch en Istro-Roemeens.
Het Küstenland was voortgekomen uit het koninkrijk Illyrië, een Oostenrijks kroonland dat bestond van 1816 tot 1849. Sommige delen waren al sinds de Middeleeuwen Oostenrijks, anderen hadden tot aan de Napoleontische oorlogen tot de Republiek Venetië behoord. 
Op het einde van de Eerste Wereldoorlog werd het gebied door Italië bezet, dat het al eerder opgeëist had als de Julische Mark of Venezia Giulia. Het nieuwe Koninkrijk Joegoslavië maakte er eveneens aanspraken op, maar erkende in het Verdrag van Rapallo (1920) de annexatie door Italië. 
Tijdens de Tweede Wereldoorlog bestond er onder Duitse bezetting (1943-1945) de Operationszone Adriatisches Küstenland, dat het vroegere Küstenland en enkele aangrenzende gebieden omvatte. Op het einde van de oorlog werd het gebied bezet door het Joegoslavische partizanenleger en een gemengde Brits-Amerikaanse strijdmacht. 
Bij de Vrede van Parijs (1947) ging het grootste deel van het vroegere Küstenland naar Joegoslavië. Italië behield aanvankelijk alleen een smalle zone in het noordwesten, met de stad Gorizia. Triëst zou deel uitmaken van een nieuwe Vrije Zone Triëst, die echter nooit van de grond kwam, en werd in 1954 bij Italië gevoegd. Het Italiaanse deel vormt tegenwoordig de (sterk verkleinde) provincies Gorizia en Triëst, die tot de regio Friuli-Venezia Giulia behoren.  
Het Sloveense deel van het vroegere Küstenland is tegenwoordig de regio Primorska. 
1867–1918

In de Rijksraad vertegenwoordigde koninkrijken en landen (Cisleithanië):
hertogdom Boekovina · koninkrijk Bohemen · koninkrijk Dalmatië · koninkrijk Galicië en Lodomerië · hertogdom Karinthië · hertogdom Krain · Küstenland (vorstelijk graafschap Görz en Gradisca, markgraafschap Istrië, vrije rijksstad Triëst) · markgraafschap Moravië · Neder-Oostenrijk · Opper-Oostenrijk · hertogdom Salzburg · Tsjechisch-Silezië · hertogdom Stiermarken · vorstelijk graafschap Tirol en land Vorarlberg

De landen van de Heilige Hongaarse Stefanskroon (Transleithanië):
Fiume met gebied · koninkrijk Hongarije · koninkrijk Kroatië en Slavonië . Militaire Grens (1867-1882)

Gemeenschappelijk bestuurd: condominium Bosnië en Herzegovina (1878-1918) . Novi Pazar met gebied (1878-1908) . Karpatische passengebied (1918) . bezette zone Tianjin (1901-1917)
Voor of in 1867 opgeheven

koninkrijk Illyrië (tot 1850) · vojvodschap Servië en Temesbanaat (tot 1860) · Koninkrijk Lombardije-Venetië (tot 1866) · grootvorstendom Zevenburgen (tot 1867)